# Valetudo (Mond)
Valetudo (auch Jupiter LXII) ist einer der kleineren Monde des Planeten Jupiter.

## Entdeckung
Valetudo wurde im Jahr 2017 von den Astronomen Scott S. Sheppard und Chad Trujillo auf Aufnahmen, die bis zum 9. März 2016 zurückreichen, entdeckt. Sie erhielt zunächst die vorläufige Bezeichnung S/2016 J 2 und wurde am 3. Oktober 2018 durch die Internationale Astronomische Union (IAU) offiziell nach Valetudo benannt, einer Urenkelin des römischen Gottes Jupiter; Valetudo ist die römische Variante der Göttin Hygieia aus der griechischen Mythologie.

## Bahndaten
Valetudo umrundet Jupiter mit einer großen Halbachse von etwa 24 Millionen Kilometern in etwa 523 Tagen. Die Bahn weist eine Exzentrizität von 0,222 auf. Die Bahn hat eine Bahnneigung von 34°.

## Physikalische Daten
Aufgrund der Helligkeit des Objektes kann man den Durchmesser auf ungefähr einen Kilometer schätzen.